# Nóra Tábori

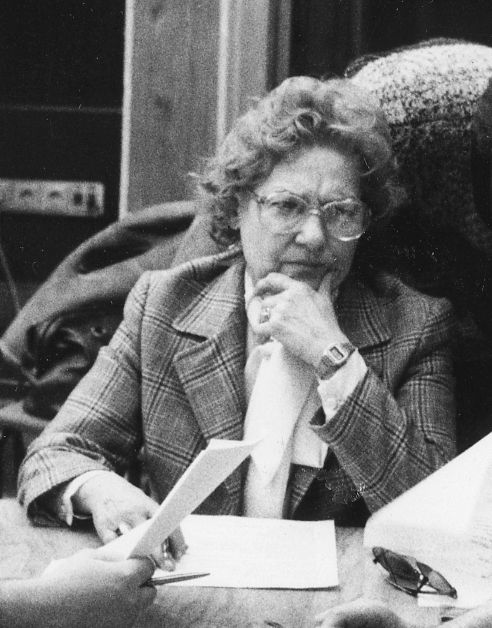
Nóra Tábori (1980)

Nóra Tábori (anhörenⓘ; * 15. Juni 1928 in Timișoara, Rumänien; † 23. November 2005 in Budapest) war eine ungarische Schauspielerin.

## Leben
Nóra Táboris Eltern gehörten der ungarischen Minderheit in Rumänien an. Nach dem Zweiten Weltkrieg verließen die meisten Ungarn Rumänien. So kam auch Nóra Tábori nach Ungarn. In Budapest war sie langjähriges Mitglied des Theaters Vígszínház. Sie trat in über 60 Film- und Fernsehrollen auf.